# Парк Декабрьского восстания
Парк Декабрьского восстания (другие названия: «Парк имени Декабрьского вооружённого восстания», «Сквер 1905 года», «Сквер на Трёхгорном Валу», «Сквер у Пресненской заставы», «Краснопресненский сквер», «Сквер памяти борцов революции») — парк в Центральном округе Москвы, в районе Пресненский. Назван в честь Декабрьского восстания 1905 года.

## Расположение
Расположен между площадью Пресненская застава, улицей Трёхгорный Вал, улицей 1905 года и началом Шмитовского проезда.

## История
По восточной части территории современного парка проходил Камер-Коллежский вал, являвшийся границей Москвы, за которым находились выгонные земли. Заставы на валу были ликвидированы в 1852 году. А вал в этом месте срыли, вероятно, в 1890-х годах (так, на географической карте Москвы 1888 года вал в этом месте ещё обозначен, а на карте 1901 года — его уже нет). Именно благодаря существовавшему валу, парк находится несколько выше окружающих его улиц.
С начала XX века эта территория представляла собой пустырь, который использовался для народных гуляний. Также здесь проходили различные увеселительные мероприятия и политические собрания.
В 1920 году на пустыре был разбит сквер — посажены деревья и созданы клумбы, а в его центре был установлен обелиск, посвящённый героям Декабрьского восстания 1905 года. Сквер получил название «Сквер памяти борцов революции».
В 1963 году в сквере появился памятник В. И. Ленину, а в 1967 году был воздвигнут мемориальный ансамбль в честь рабочих Пресни.
В 2021 году было проведено благоустройство парка, в ходе которого обновили освещение, разбили новые газоны и цветники, обустроили пешеходные дорожки, обновили дорожки, организовали собачью площадку, отремонтировали и отреставрировали все здания и сооружения на территории парка.

## Памятники

### Мемориальный ансамбль «Булыжник — оружие пролетариата»
В северной части парка в 1967 году, к 50-летию Октябрьской революции был воздвигнут мемориальный ансамбль в честь пресненских рабочих, участвовавших в Декабрьском восстании 1905 года (архитекторы М. Н. Казарновский и Л. Н. Матюшин).
Ансамбль представляет собой декоративную стену из светло-серого гранита, на которой бронзовыми буквами выложена цитата В. И. Ленина из его письма к рабочим Красной Пресни в декабре 1920 года: «Подвиг пресненских рабочих не пропал даром. Их жертвы были не напрасны». Цитата подписана как «В. И. Ленин», хотя в оригинале письмо Ленина было подписано псевдонимом «Н. Ленин». Перед стеной находится площадка, вымощенная булыжником. На ней установлена бронзовая копия знаменитой скульптуры И. Д. Шадра (1927 год) «Булыжник — оружие пролетариата», оригинал которой хранится в Третьяковской галерее. Монумент входит в список объектов культурного наследия Москвы.
За 6 лет до установки памятника в 1961 году произошёл курьёзный случай. В номере газеты «Ленинградская правда» появилась статья «Бронза, чугун, алюминий», посвящённая известному ленинградскому заводу «Монументскульптура». В ней, в частности, говорилось: «В эти дни в цехи завода часто заходит ваятель И. Д. Шадр. Сейчас закончена отливка в бронзе его скульптуры, названной „Булыжник — оружие пролетариата“». Дело в том, что И. Д. Шадр никак не мог заходить в эти дни на завод, так как он умер примерно за 20 лет до выхода статьи.
В начале 2000-х скульптура и стена были изуродованы вандалами. Лицо рабочего было залито краской, на стене бронзовые буквы были оторваны, а сама стена была покрыта граффити. В 2012 году памятник был полностью отреставрирован. Позже бронзовые буквы были вновь похищены. Вместо них теперь алюминиевые буквы, причём некоторых не хватает и в пропуски вписаны буквы просто чёрным маркером.
Копия этого ансамбля из стены и скульптуры была установлена в 1982 году в Киеве на площади Красная Пресня в честь дружбы трудовых коллективов Подольского района Киева и Краснопресненского района Москвы. В 2006 году скульптура была перенесена на площадь перед кинотеатром «Жовтень», а в октябре 2016-го памятник был демонтирован.

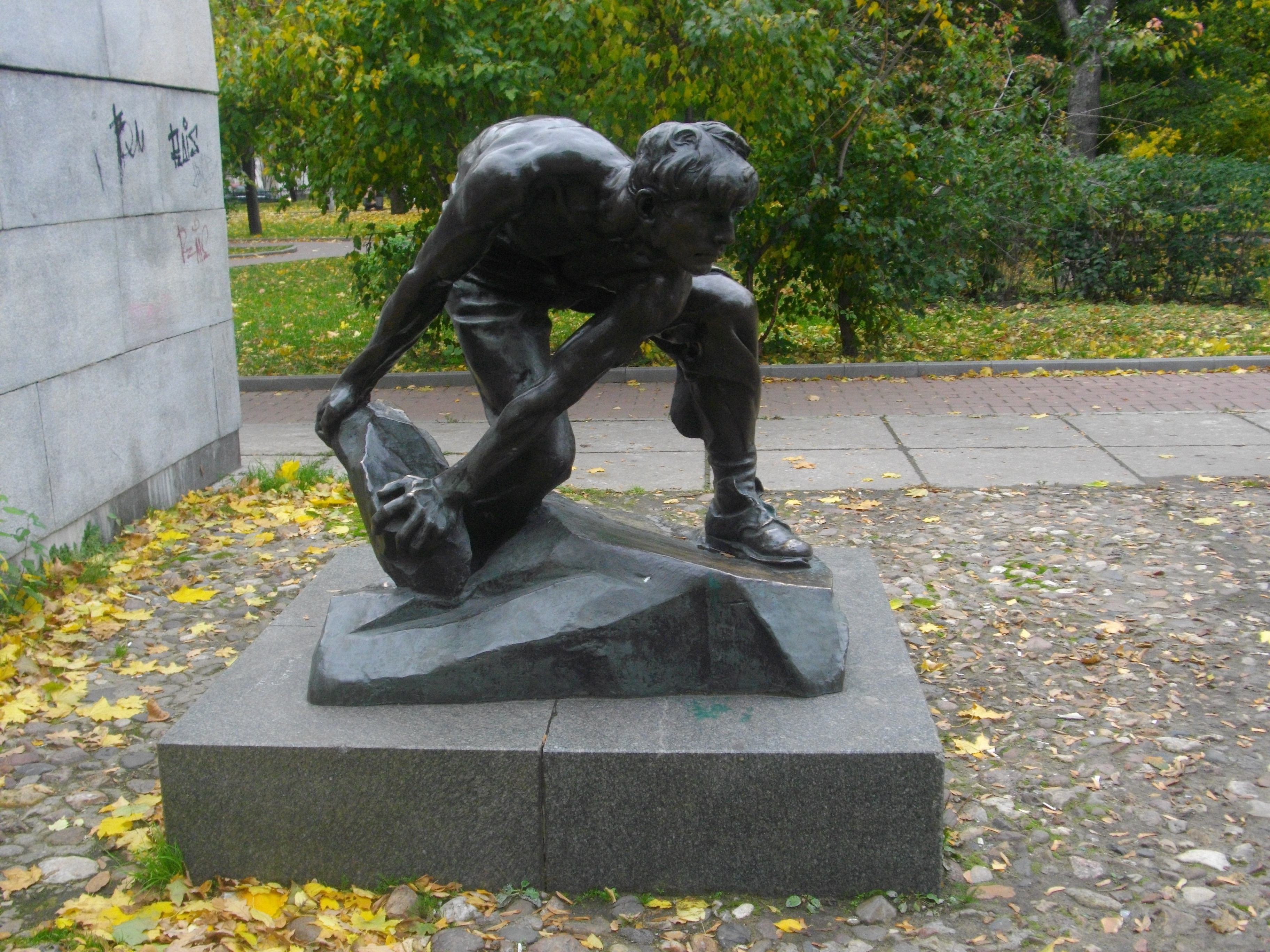
Скульптура «Булыжник — оружие пролетариата»
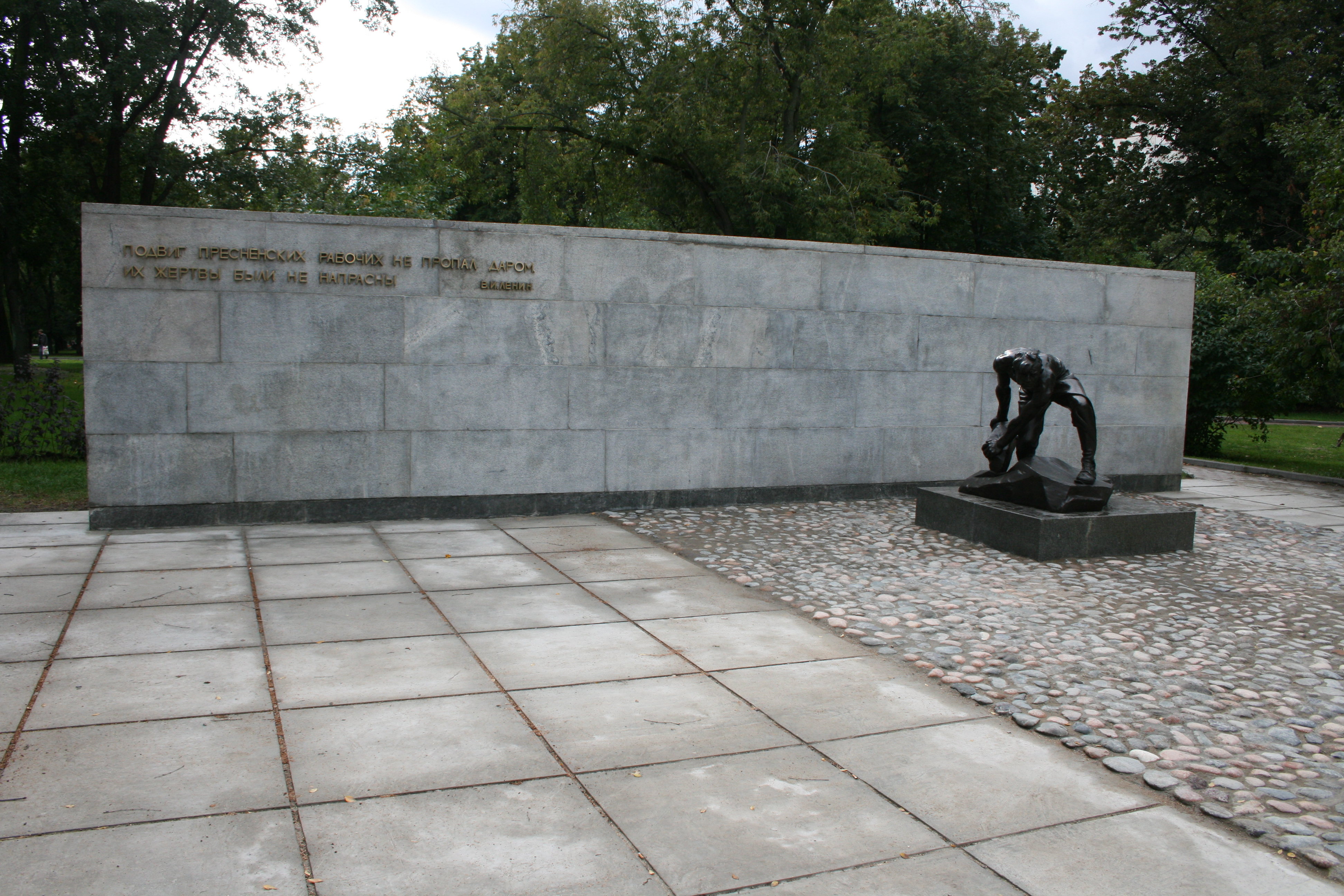
Мемориальный ансамбль после реставрации. Осень, 2012

### Обелиск «Героям Декабрьского вооружённого восстания 1905 года»
В центре парка расположен трёхметровый обелиск из чёрного гранита. Сооружён в 1920 году на деньги рабочих Пресни к 15-летней годовщине декабрьского восстания. На обелиске высечена надпись: «Героям Декабрьского вооружённого восстания 1905 г.». Памятник входит в список объектов культурного наследия Москвы.

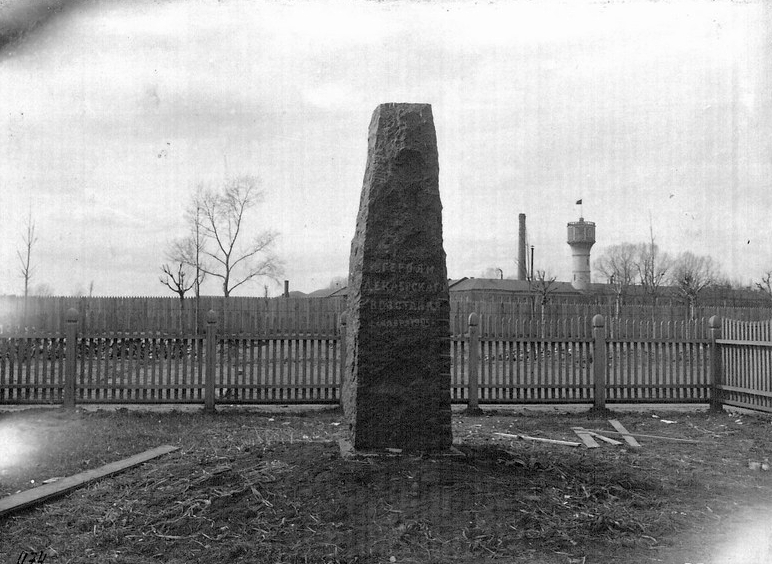
Обелиск героям Декабрьского вооруженного восстания. 1930 год
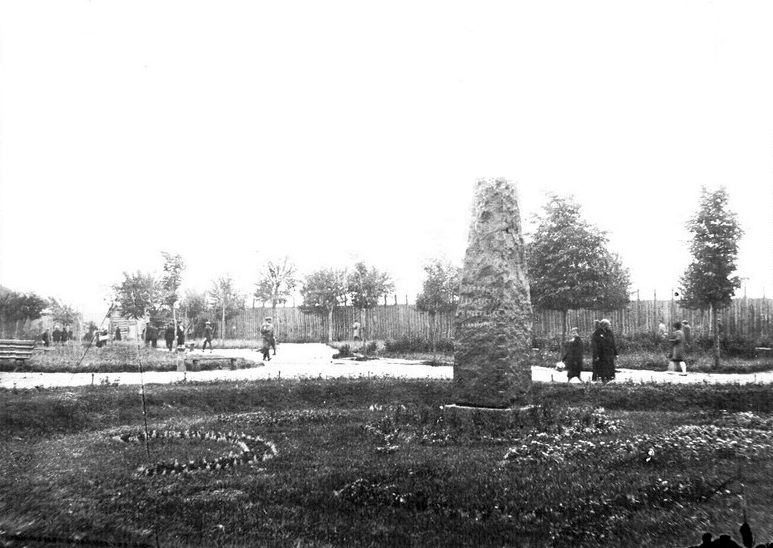
Обелиск и будущий парк в 1930 году. Видны недавно посаженные деревья
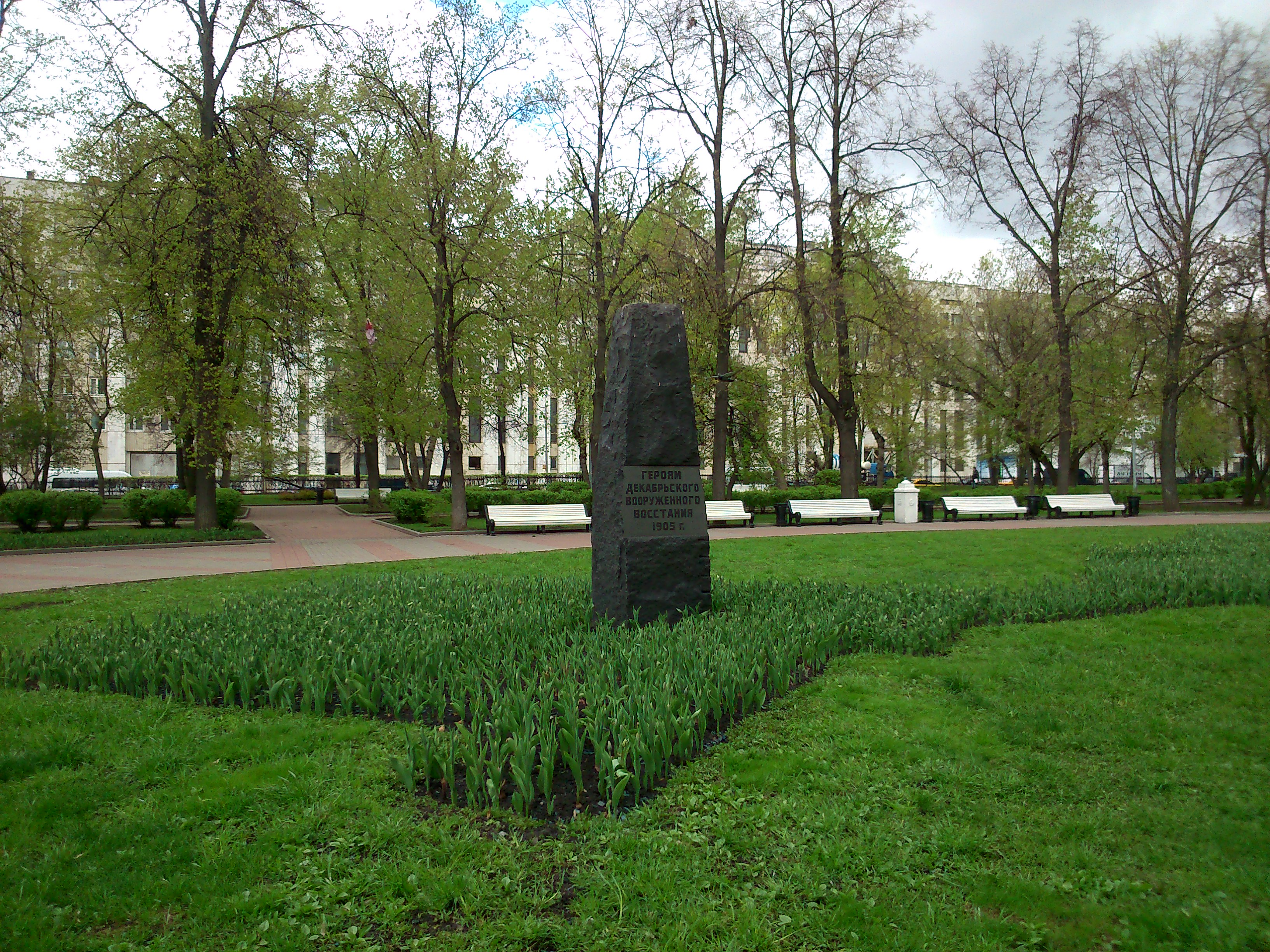
Обелиск в мае 2017 года

### Памятник В. И. Ленину

Памятник Ленину. Май, 2017

В южной части парка в 1963 году был возведён памятник В. И. Ленину, сидящему в кресле (скульптор Б. И. Дюжев, архитектор Ю. И. Гольцев). Памятник выполнен из кованой меди и установлен на постаменте из красного гранита. Вокруг памятника была разбита большая круглая клумба. В 1970 году, на 100-летие Ленина в клумбе вокруг памятника были посажены алые розы. На мраморной дощечке, установленной рядом, была надпись: «Вечно живому Ленину 100 болгарских роз. 12.V.1970. Димитровский район Софии».
В начале 2000-х годов памятник был повреждён вандалами — на лбу Ленина оставлена глубокая вмятина. В августе-сентябре 2012 г. скульптура вновь подверглась вандализму — памятник был облит краской. В конце 2016 года памятник Ленину был демонтирован и увезён на реставрацию. В мае 2017 года отреставрированный памятник вернулся на своё место.

### Мемориальный постамент А. Е. Панкову

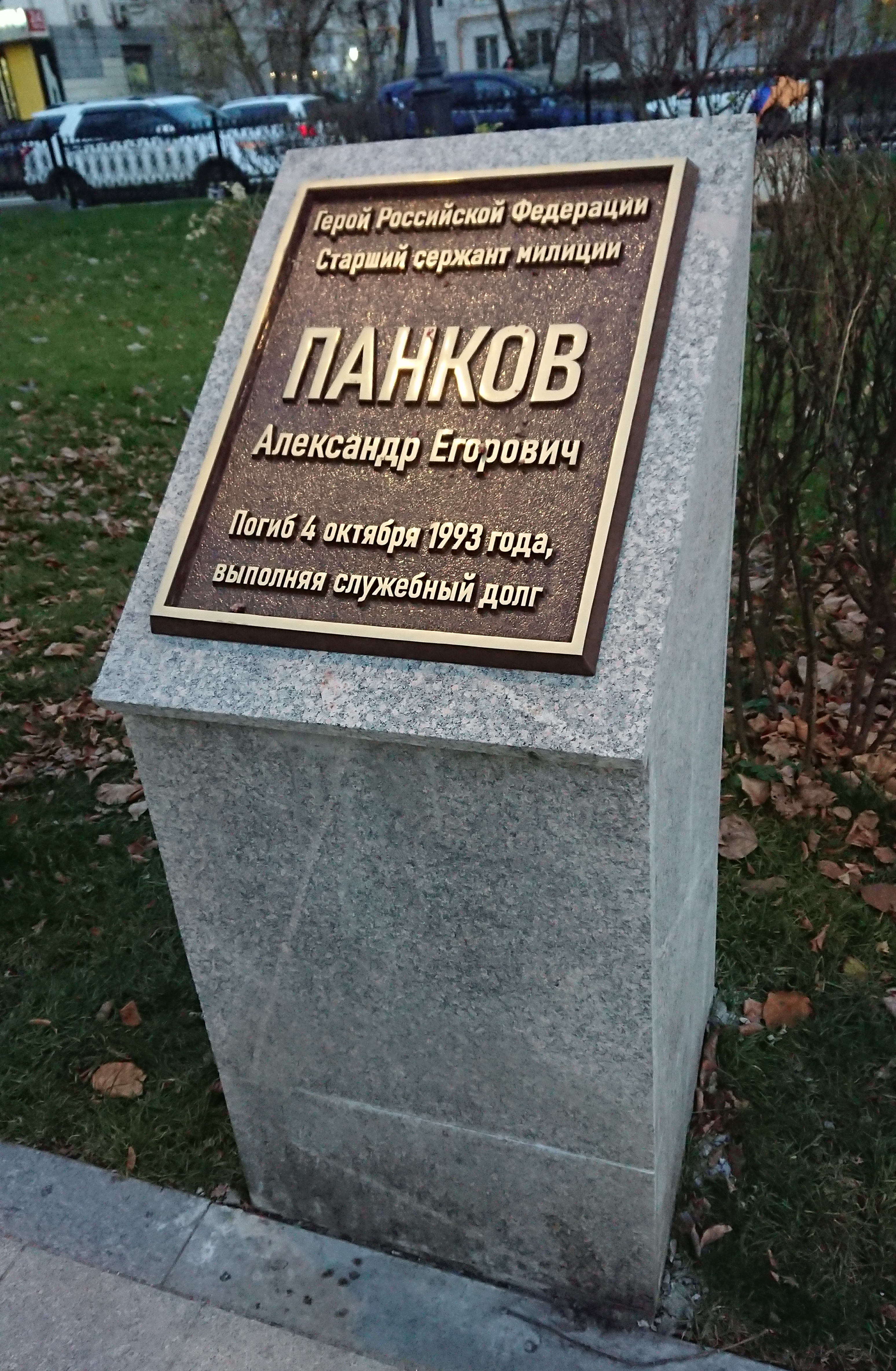
Мемориальный постамент А. Е. Панкову

У восточного края центральной части парка расположен гранитный мемориальный постамент Герою Российской Федерации, старшему сержанту милиции ОВД «Зюзино» Александру Егоровичу Панкову (1953—1993), который погиб во время событий разгона Верховного Совета России. По одним данным, убит в районе Дома Советов снайпером с гостиницы «Украина»; по другим — погиб в перестрелке с военнослужащими у станции метро «Улица 1905 года». .
После реконструкции парка в 2021 году существовавшая ранее небольшая мраморная доска была заменена большой медной на гранитном постаменте и перемещена от ограды ближе к пешеходной дорожке.

## Здания и сооружения
В северной части парка находится бывшее здание кордегардии Пресненской заставы, которое в настоящее время используется под хозяйственные нужды парка и по состоянию на 2021 год является единственным сохранившимся сооружением из 18 кордегардий Камер-Коллежского вала.
В восточной части парка находится подземный бесплатный общественный туалет (адрес: Трёхгорный вал, д.7, стр. 1) 1938 года постройки, а у северо-западного угла парка находится платный общественный туалет. Помимо этого также в парке есть шкаф для буккросинга.
В южной части парка с обеих сторон от центральной аллеи расположены две детские площадки.

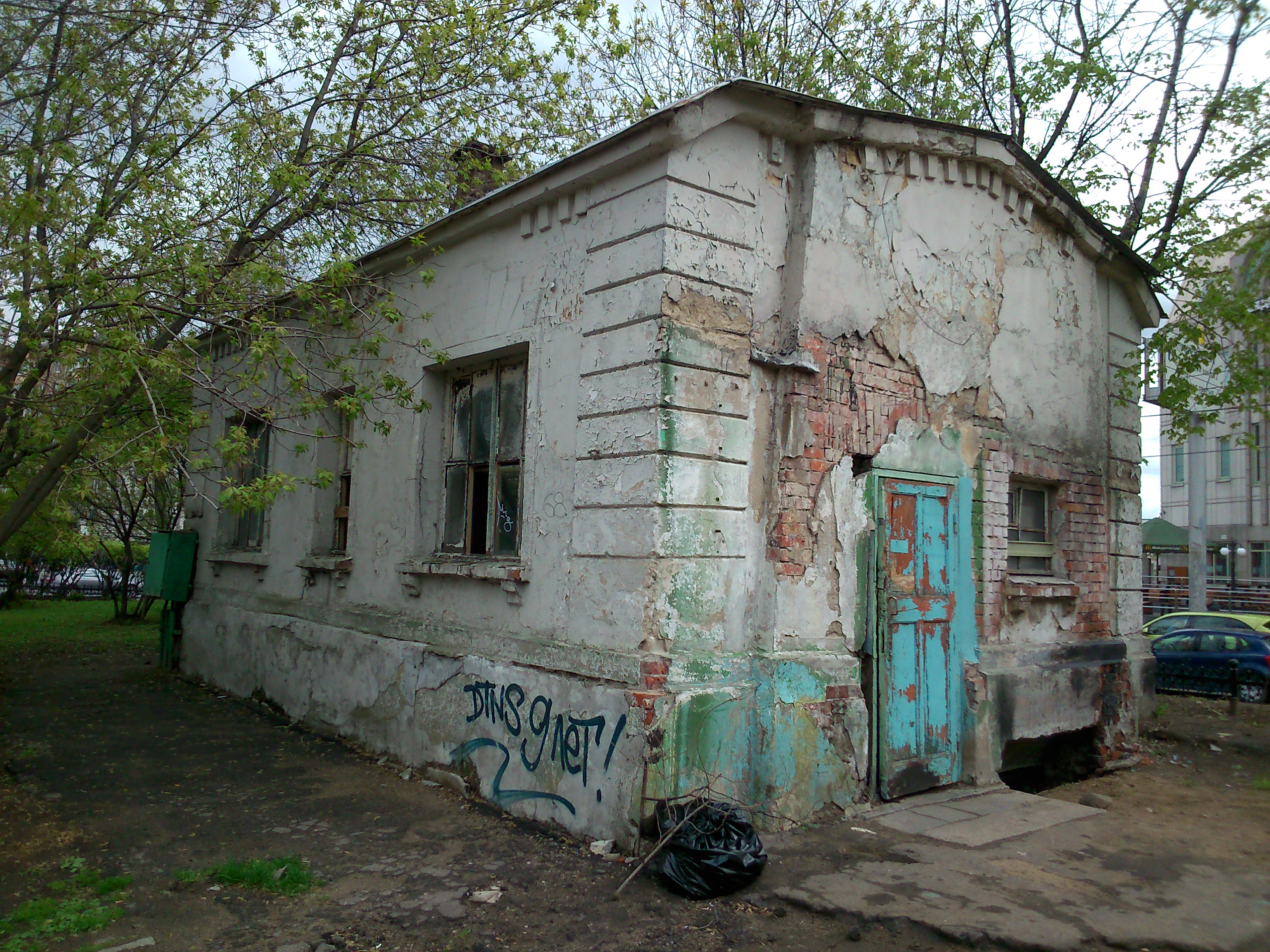
Бывшее здание кордегардий Пресненской заставы
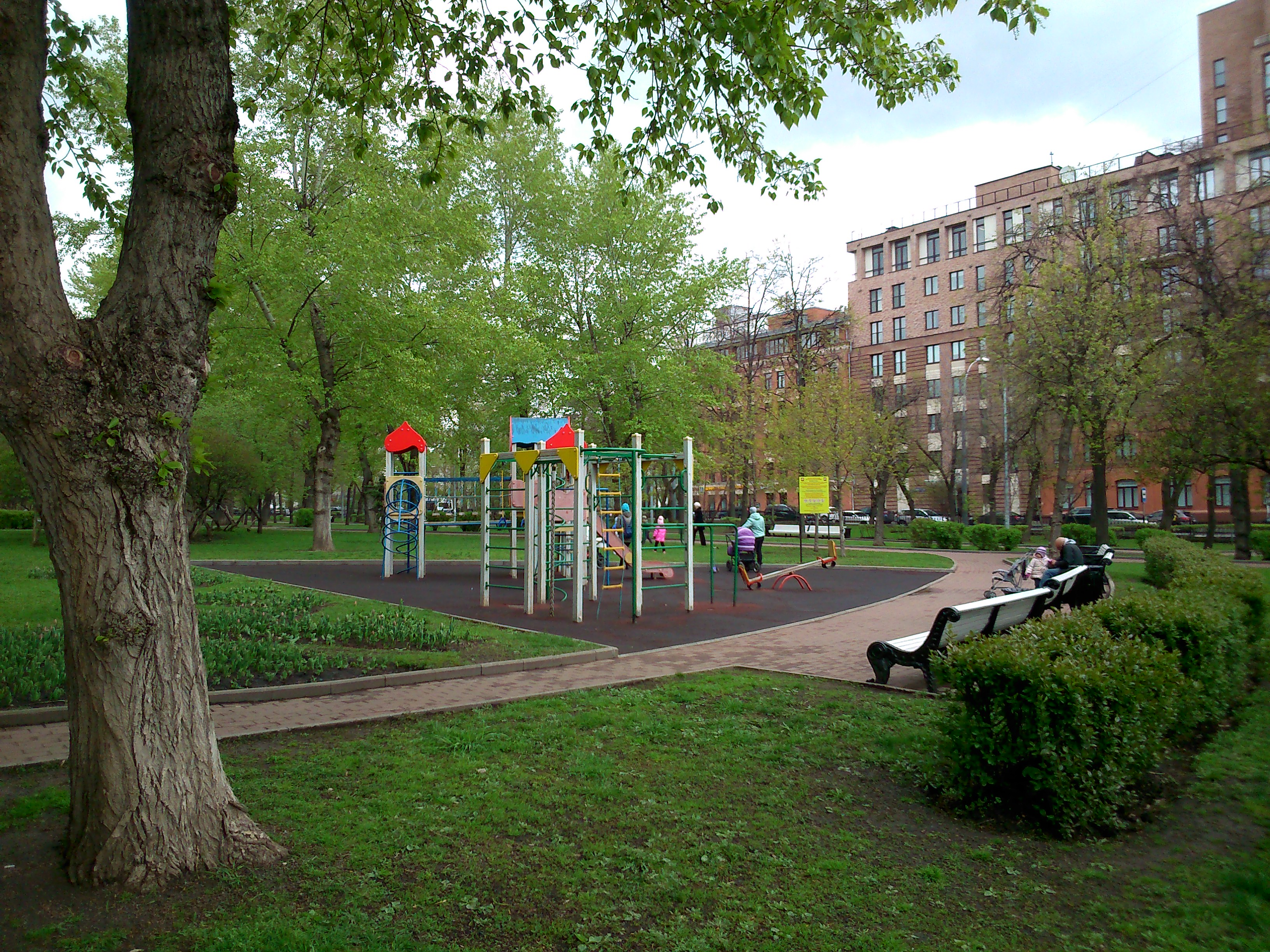
Детская площадка
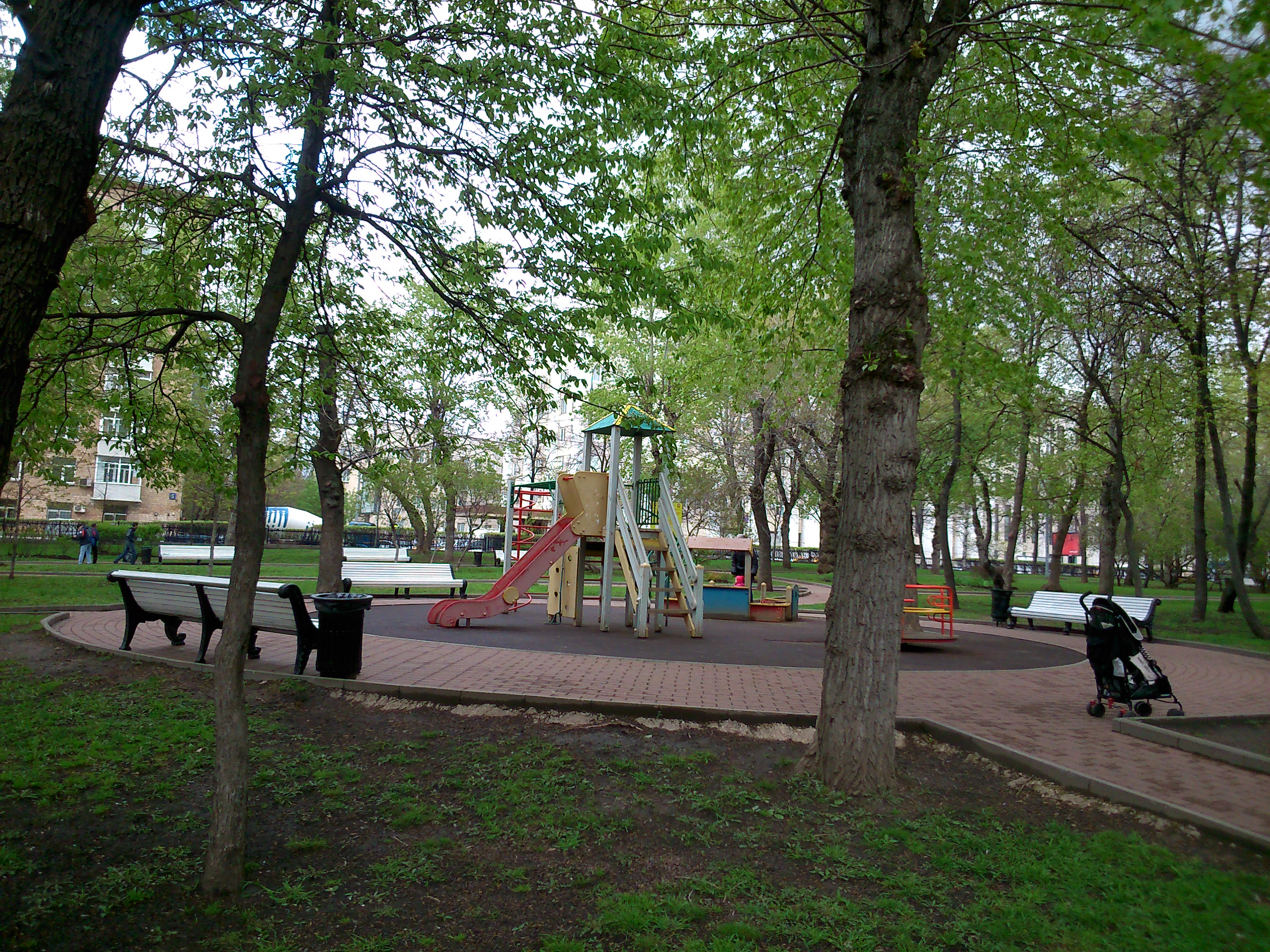
Другая детская площадка
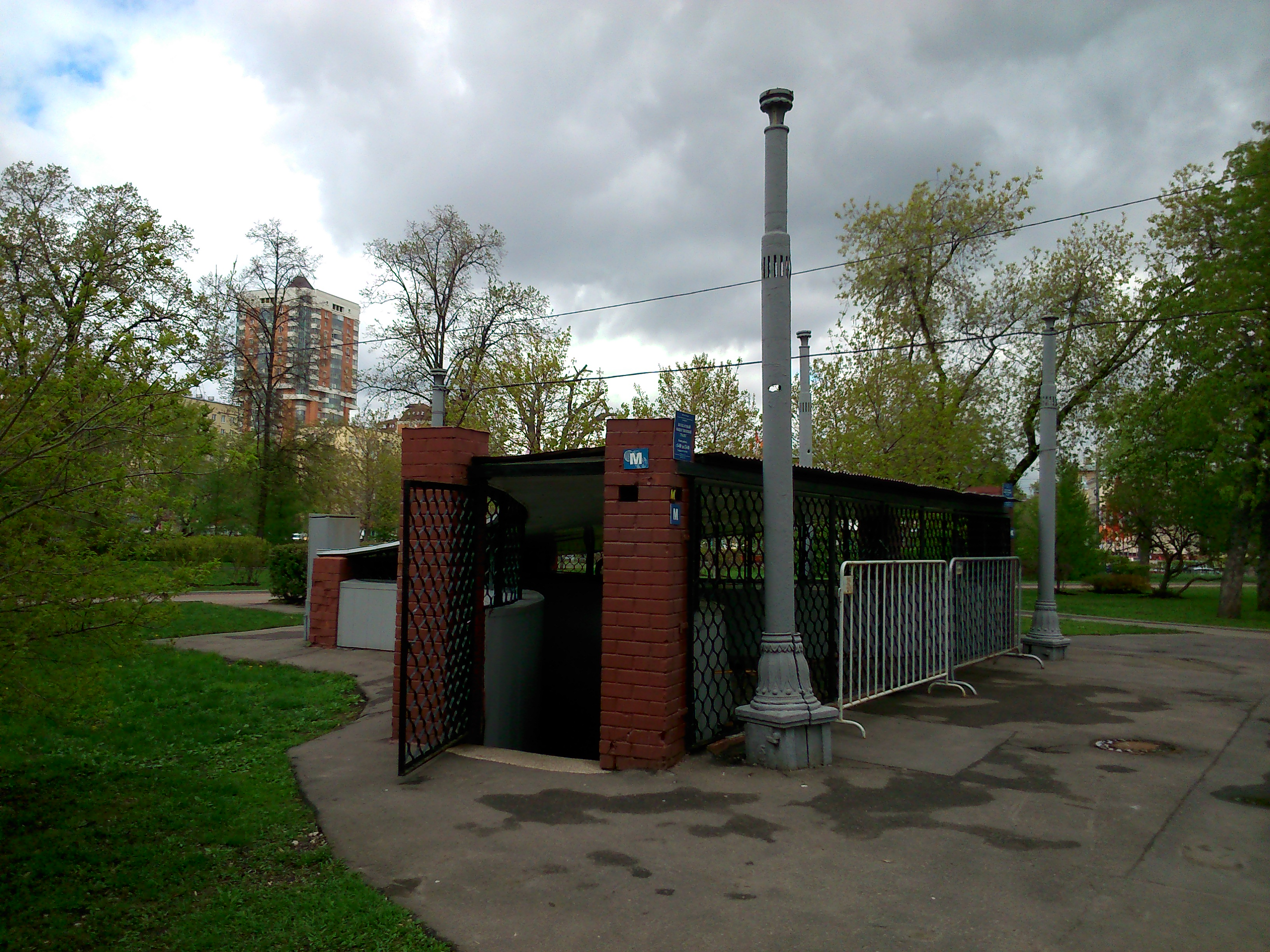
Подземный общественный туалет
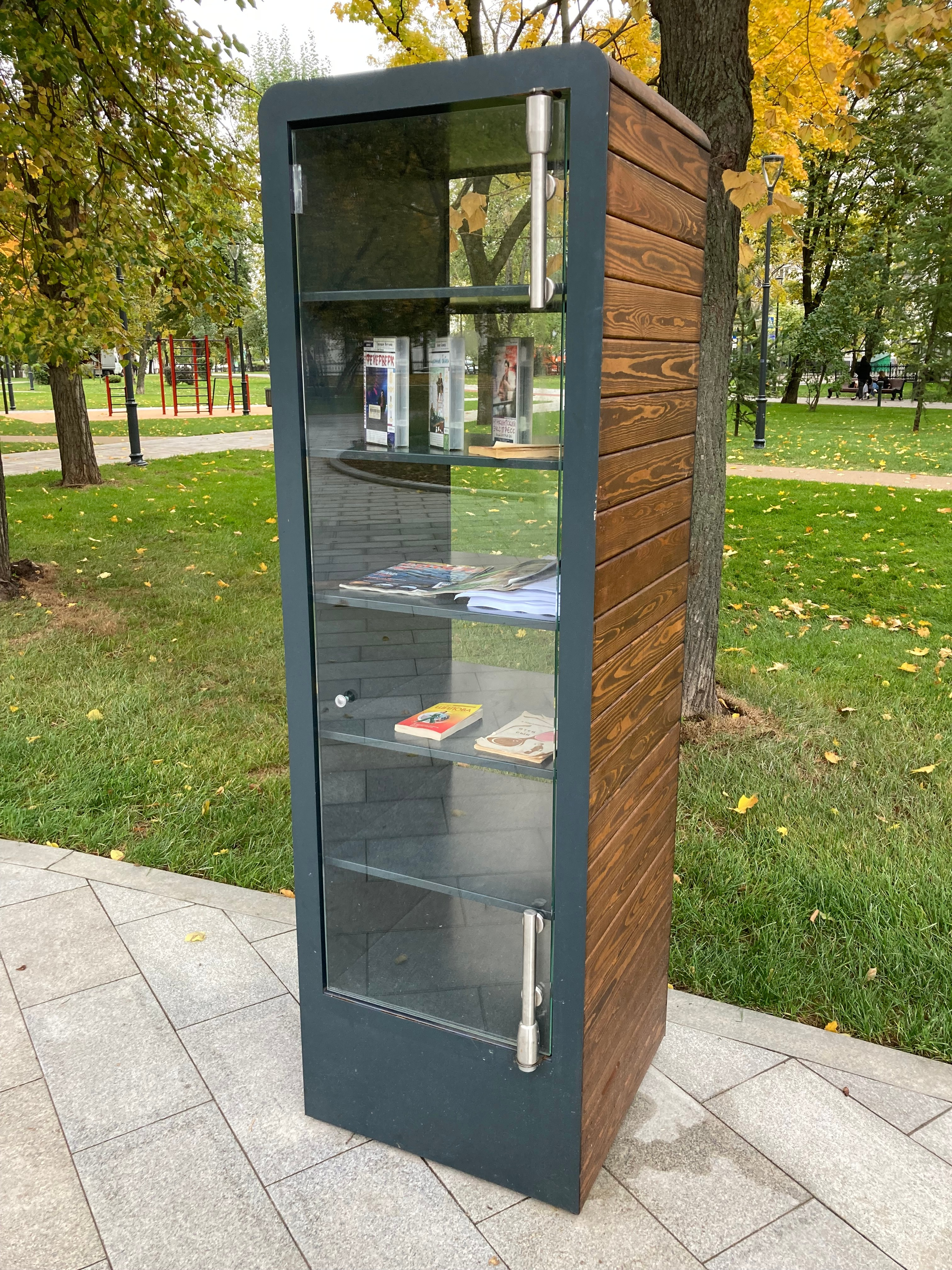
Общественный книжный шкаф